# Otto Geigenmüller
Otto Geigenmüller (* 17. März 1906 in Dresden; † 22. Oktober 1969 in Bonn) war ein deutscher Polizist, SS-Hauptscharführer, Regierungsrat und von August 1934 bis März 1936 Leiter der Staatspolizeistellen Halle (Saale) und Frankfurt am Main.

## Leben
Otto Geigenmüller legte im Jahr 1929 die Erste Staatsprüfung ab und bestand am 18. März 1933 die Große Staatsprüfung (seit 1. August 1933 Regierungsassessor). Der promovierte Rechtswissenschaftler arbeitete seit 7. April 1933 in der Politischen Abteilung des Polizeipräsidiums Dresden. Er trat der NSDAP zum 1. Mai 1933 bei (Mitgliedsnummer 1.963.603), schloss sich der SA zum 1. November 1933 an, bevor er von letzterer zur SS 1934 wechselte (April 1939 bis Dezember 1941 SS-Hauptscharführer beim SD). Am 15. bzw. 18. August 1934 übernahm er die Leitung der Staatspolizeistelle Halle (Saale). Geigenmüller blieb deren Leiter bis 30. Juni 1935. Zum 1. Juli 1935 übertrug ihm das Geheime Staatspolizeiamt in Berlin (Gestapa) die Leitung der Staatspolizeistelle Frankfurt am Main. Anfang März 1936 schied er auch dort bzw. überhaupt aus dem Dienst der Geheimen Staatspolizei (Gestapo) aus und wurde in die innere Verwaltung Sachsens zurückversetzt. Mit Wirkung vom 17. November 1936 ging Geigenmüller zum Landesfinanzamt Würzburg, nachdem ihn auch das sächsische Innenministerium am 30. Juni 1936 aus der inneren Verwaltung entlassen hatte. 1937 wurde er an der Universität Leipzig mit der Dissertation "Die politische Schutzhaft im nationalsozialistischen Deutschland" promoviert. Vom 1. Januar 1938 – am 18. Mai 1938 zum Regierungsrat ernannt – bis zum Kriegsende 1945 war er schließlich beim Finanzamt für Verkehrssteuern in Hamburg beschäftigt; im Juni 1941 erfolgte die Einberufung zur Wehrmacht. Er wurde u. a. als Finanzinspektor beim Kreishauptmann im Distrikt Radom im besetzten Polen eingesetzt.

## Nach 1945
Am 4. Mai 1948 wurde Geigenmüller, der inzwischen in Quickborn (Schleswig-Holstein) wohnte, vom Spruchgericht Hiddesen wegen „Zugehörigkeit zu einer verbrecherischen Organisation“ zu einer Geldstrafe von 2.000 RM verurteilt. Später arbeitete er beim Finanzamt Köln-Land.